# Barichneumon tosaensis
Barichneumon tosaensis är en stekelart som först beskrevs av Tohru Uchida 1935.  Barichneumon tosaensis ingår i släktet Barichneumon och familjen brokparasitsteklar. Inga underarter finns listade.